# Küçükhüyük, Sinanpaşa
Küçükhüyük là một thị trấn thuộc huyện Sinanpaşa, tỉnh Afyonkarahisar, Thổ Nhĩ Kỳ. Dân số thời điểm năm 2011 là 2.046 người.